# Батерст (Новий Південний Уельс)
Батерст (англ. Bathurst) – регіональне місто Центрального плоскогір'я Нового Південного Уельсу, Австралія. Розташоване у 200  км на захід від Сіднея. Батерст — найдавніше внутрішнє поселення у Австралії  

## Історія

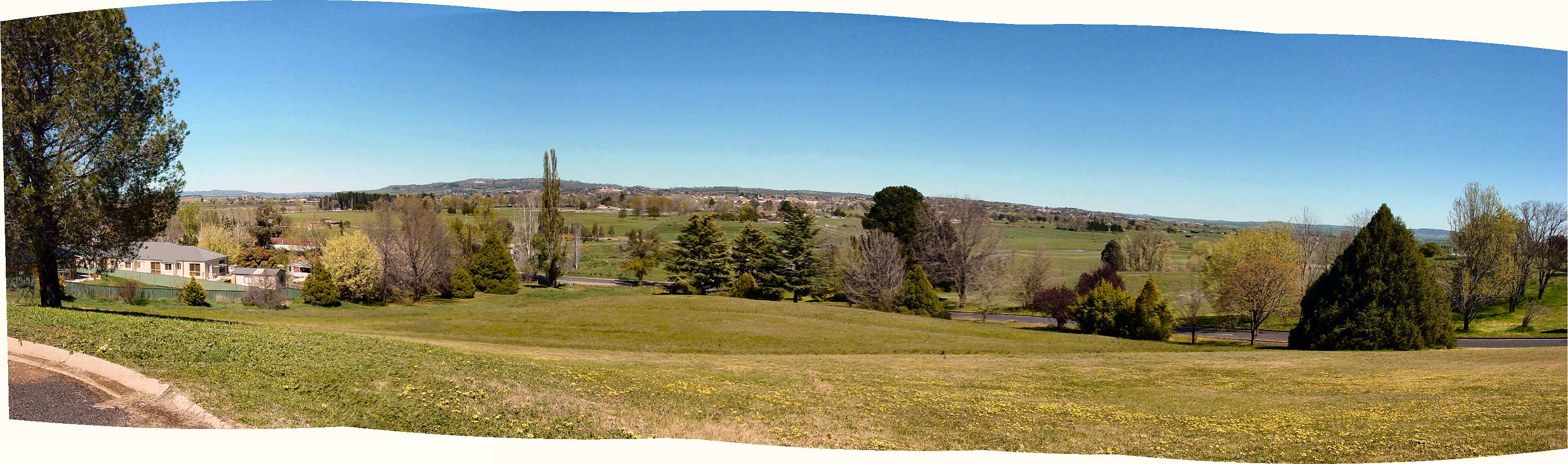
Розташування першого поселення

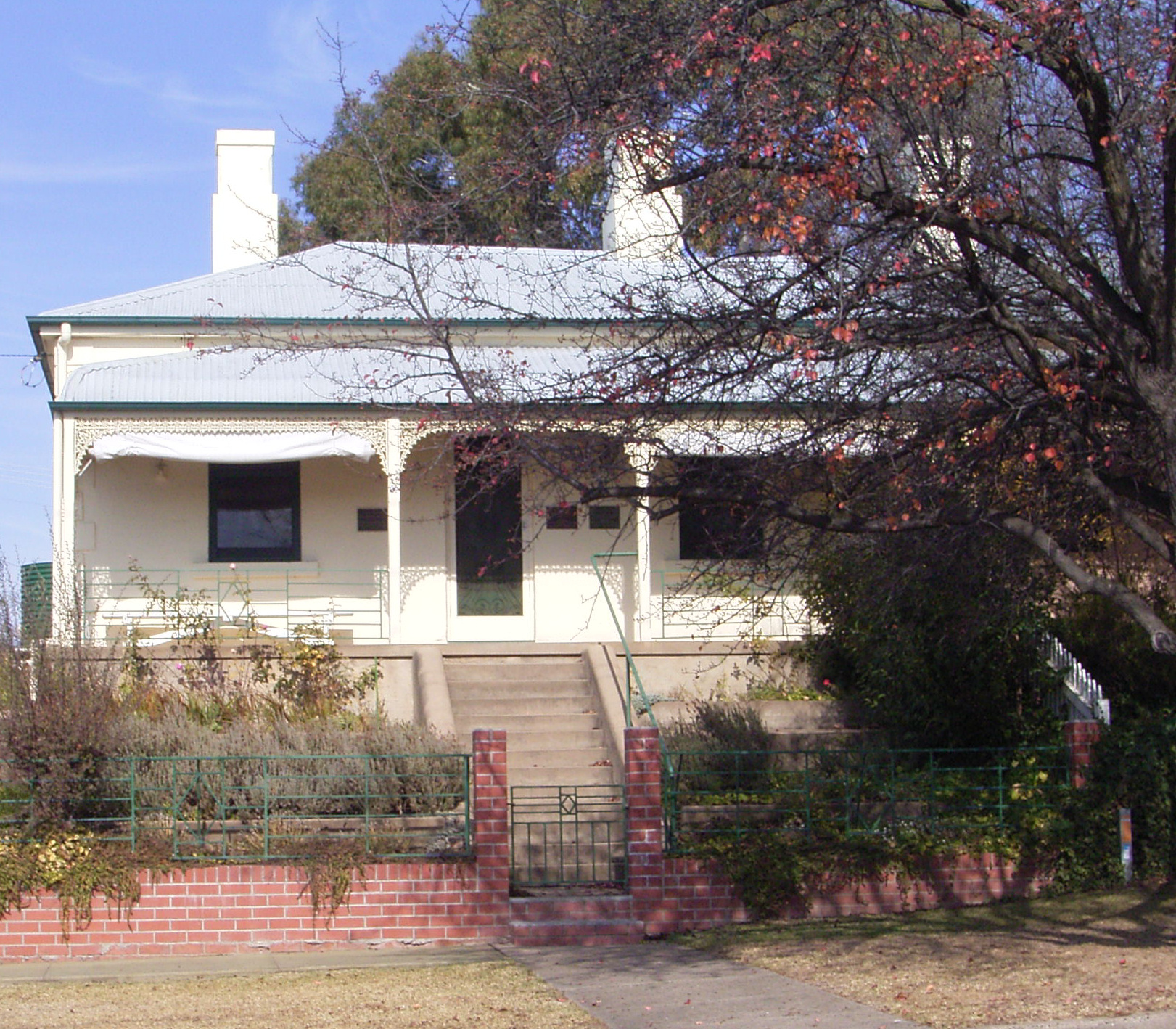
Будинок Бена Чіфлі, зараз музей

Місцина, де розташовано Батерст, первинно була зайнята народністю корінного населення Вірадьюрі англ. Wiradjuri.

### Колоніальний період
Першим європейцем у цій місцевості став урядовий інспектор Джордж Вільям Еванс у 1813. 1814 року губернатор Лаклен Меґвайр ухвалив пропозицію Вільяма Кокса щодо будівництва дороги, що перетинала б Блакитні гори від Сіднея до рівнин Батерсту. Губернатор Меґвайр прийняв роботу у квітні 1815. Нагородою за проведену роботу Коксові були 200 акрів землі, які зараз включає до свого складу сучасний Батерст.
Батерст було засновано у кінцевій точці дороги Кокса 1815 року. Батерст є найдавнішим внутрішнім містом країни. Назва міста походить від прізвища Британського колоніста Генрі Батерста, 3-ого Графа Батерста. 
Аборигени чинили опір поселенцям до 1820-их років, коли завершилось відкрите протистояння.
Перше золото у місцевості було винайдено на річці Фіш у лютому 1823, але лише з відкриттям золота у містах Офір, а пізніше – у Софалі (1850-1860 роки), Батерст почав швидко зростати.
Залізниця з’єднала місто з Сіднеєм 1876 року.

## Мотоспорт

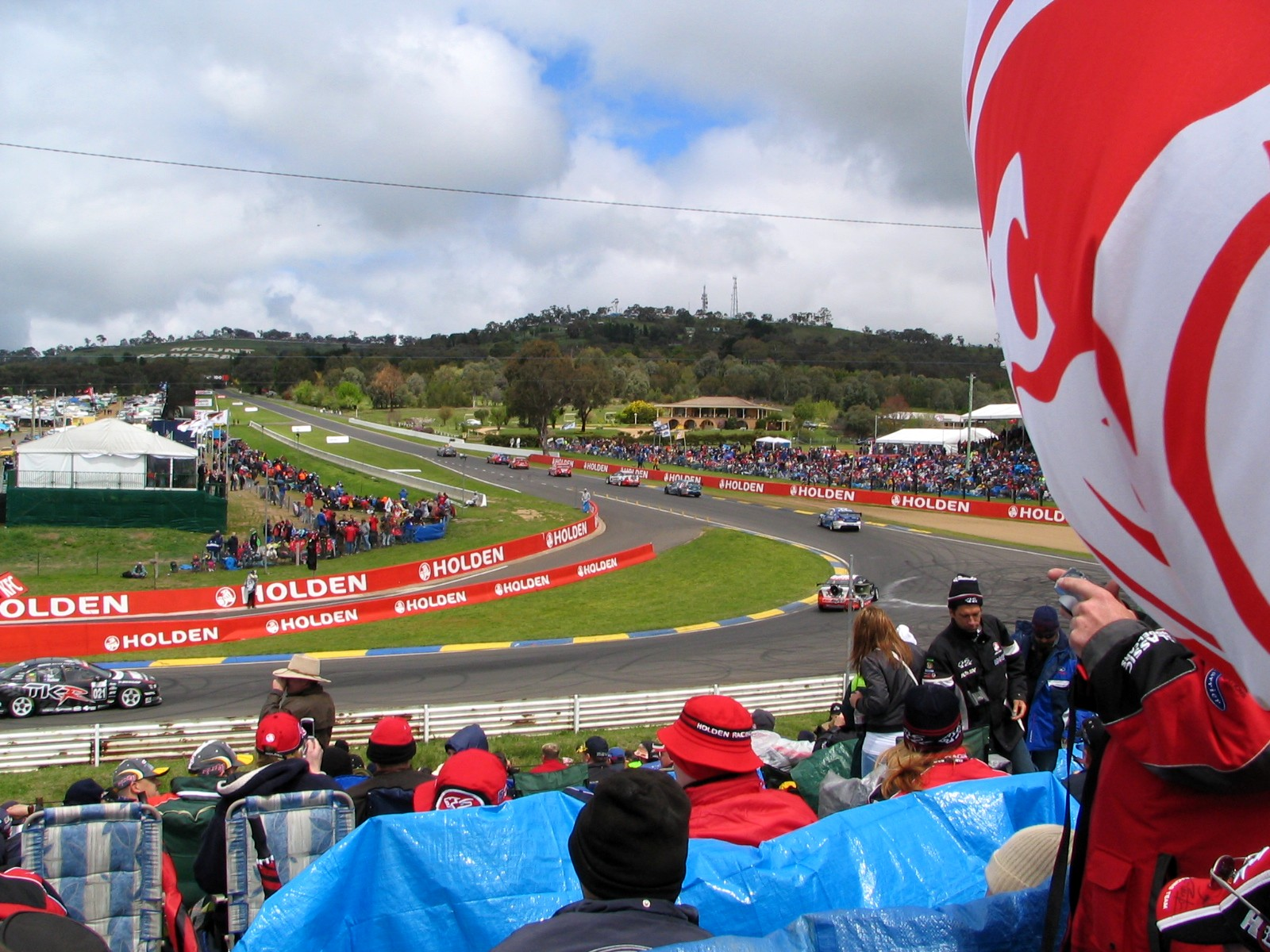

Нині Батерст асоціюється з мотоспортом, оскільки в місті розташовано мототрек. Щороку у жовтні тут проводяться перегони, під час яких місто наповнюється відвідувачами. Історія перегонів корінням походить з 1911 року.   

## Культура
Батерст – кафедральне місто, що дає притулок англіканському та римо-католицькому єпископатам.
У часи війни тут знаходилась штаб-квартира лейбористського прем'єра Бена Чіфлі, який представляв область у федеральному парламенті, і похований у Батерсті.
Головна відмінність Батерсту полягає в тому, що в місті є ціле зібрання будинків різних епох, вони представляють періоди історії міста від перших поселень до 1970-их років.

## Освіта
У Батерсті розташовано одне з університетських містечок Університету Чарлза Стурта. Це містечко є головним постачальником спеціалістів для регіону. Факультети, що розташовані у Батерсті, дають освіту у галузях бізнесу, зв’язку, інформатики, психології та педагогіки. 

## Транспорт

### Автомобільний транспорт
У Батерсті беруть початок декілька шосе як регіонального, так і державного значення. Місцеві автобусні маршрути обслуговують передмістя, а також є дальні рейси.

### Громадський транспорт

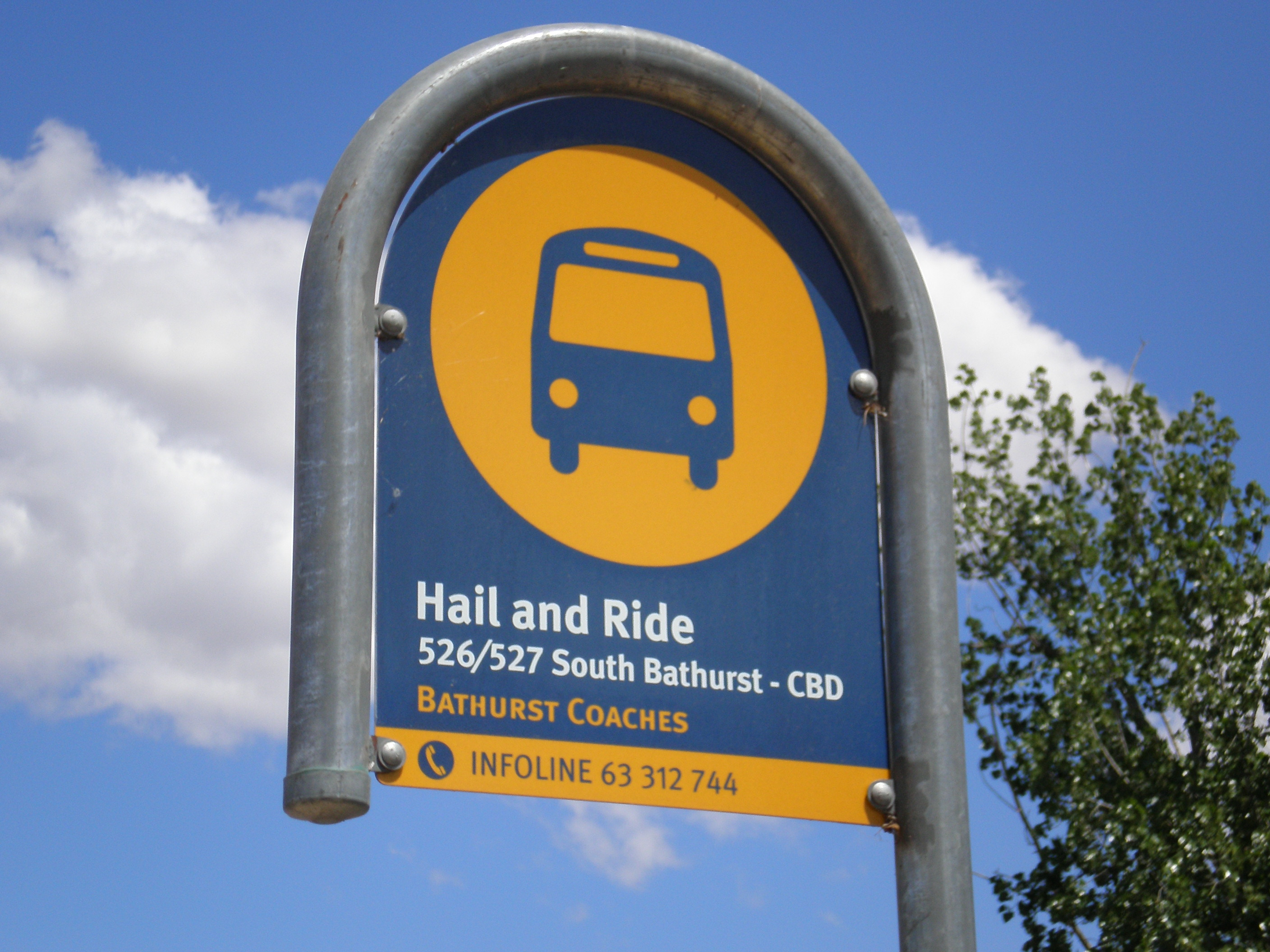
Типова автобусна зупинка у районі Батерст

У десяти хвилинах ходу від центра міста розташовано залізничну станцію. Звідси відправляються поїзди до Сіднея та інших міст Нового Південного Уельсу. 
Крім того, у Батерсті є летовище, який надає послуги із транспортування пасажирів та вантажів до Сіднея. Під патронатом адміністрації аеропорту працюють декілька льотних шкіл, що надають практичні навички пілотам.

## Видатні люди
- Джордж Вільям Еванс (1780-1852), перший європеєць, що опинився у районі Батерсту
- Вільям Кокс (1764-1837), інженер-будівельник, що звів першу дорогу від Сіднея до Батерсту
- Лорд Батерст (1762-1834), британський політичний діяч
- Бен Чіфлі (1885-1951), Прем'єр-міністр Австралії
- Редж Кемпбелл (1923-2008), австралійський портретист
- Брайан Бут (1933-), член олімпійської збірної Австралії з хокею на траві
- Джеймс Мактейг (1952-), директор кіностудії Голівуду
- Пітер О'Меллі (1965-), австралійський професійний гольфіст
- Родни Руд (1969-), австралійський комік
- Брендан Ковел (1976-), актор, сценарист і режисер
- Арчі Томпсон (1978-), професійний футболіст
- Б’ю Робінсон (1986-), австралійський регбіст

## Радіостанції

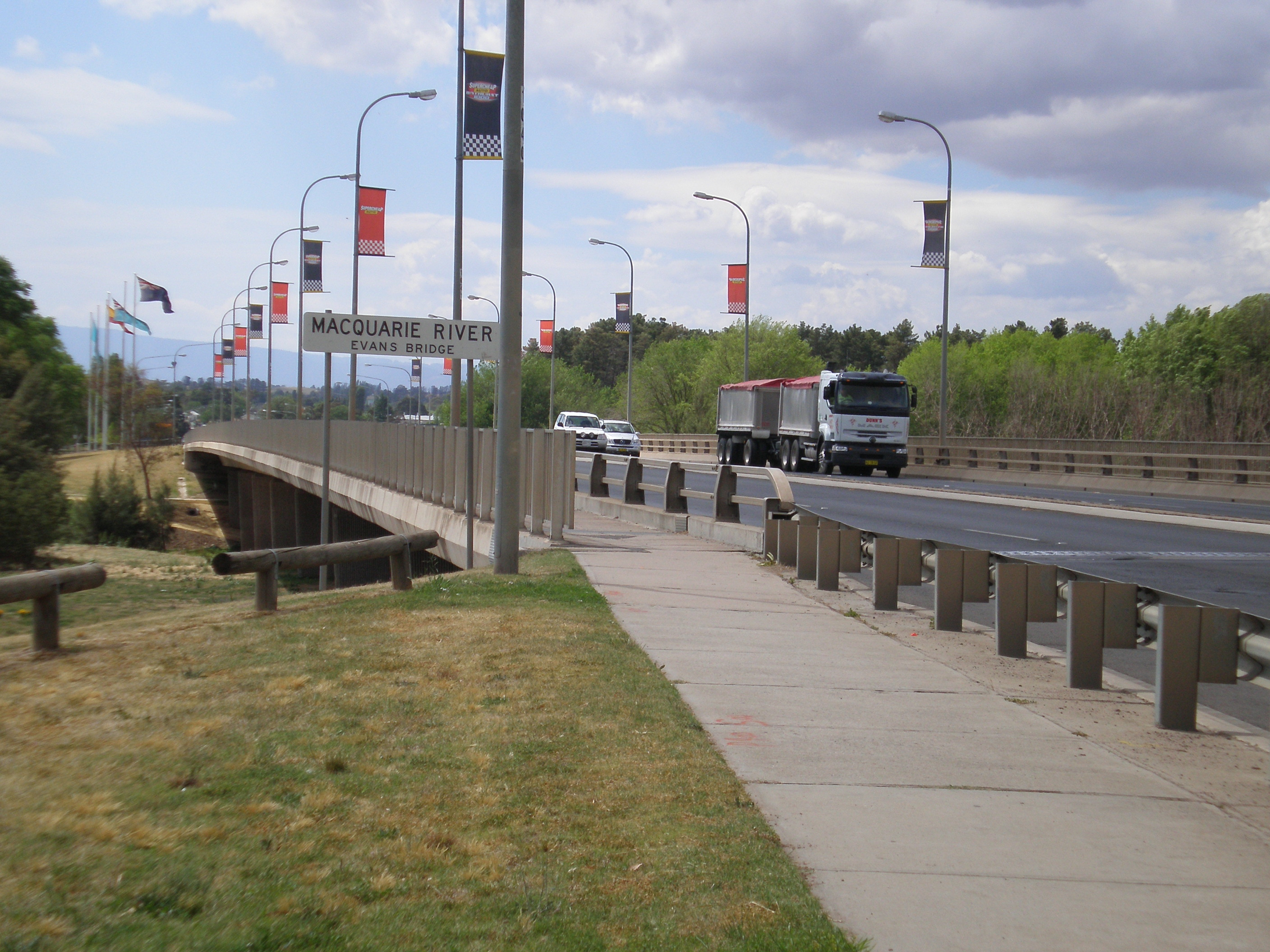
Міст Еванса, поєднує Келсо із Батерстом

### Місцеві станції
- 2BS, 1503 (комерційна)
- B-Rock, 99.3 (комерційна)
- 2MCE, 92.3 (громадська)

### Радіостанції штату
- Star, 105.9
- 2GZ, 105.1
- 2EL, 1089
- Радіомовна корпорація Ей-Бі-Сі Центральний Захід, 549

### Національні та інші станції
- Життя, 100.1 (християнська)
- Racing Radio, 100.9
- Потрійне J, 101.9/95.9
- Національне радіо, 104.3/96.7
- Класік, 102.7/97.5
- Радіо новин, 98.3